# Islam dans la politique française
Cet article traite de l'islam dans la politique française.

## Islam en politique

### Contexte
Depuis 1905, la France n'autorise aucun rôle politique aux communautés religieuses ; elle proclame, dès l'article premier de son actuelle Constitution, le caractère « indivisible » et « laïque » de la République.

### Conseil français du culte musulman
Les ministres de l’Intérieur, chargés des cultes, Jean-Pierre Chevènement, Daniel Vaillant puis Nicolas Sarkozy, mettent sur pied une organisation représentative du culte musulman afin que l’État ait un interlocuteur avec les Français pratiquant cette religion : le Conseil français du culte musulman (CFCM), créé en 2003. Le CFCM et le Gouvernement travaillent ensemble sur des sujets comme la formation des imams ou la construction de mosquées, dans le cadre de la loi de 1905.

### Partis politiques

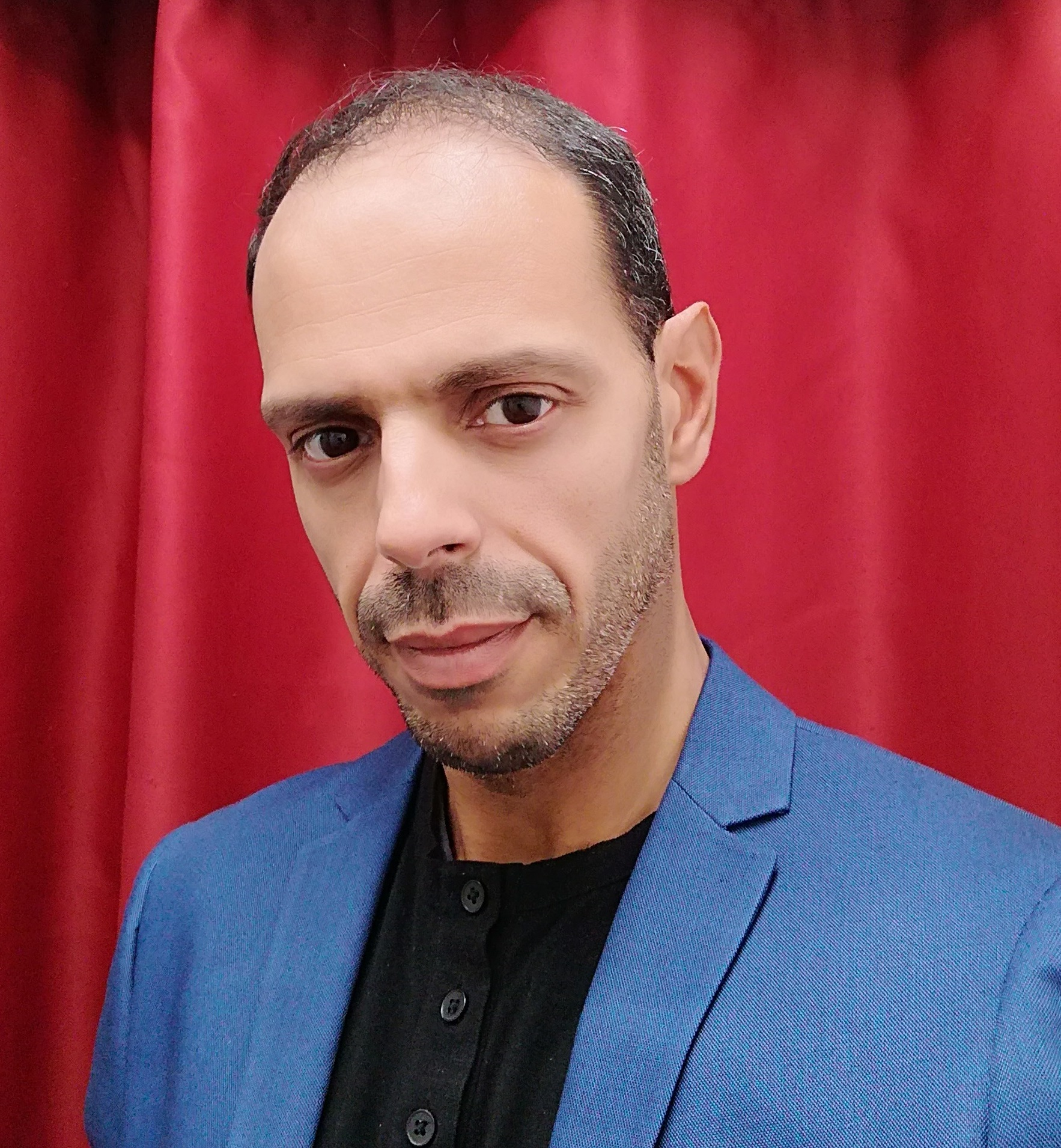
Nagib Azergui, cofondateur et président de l'Union des démocrates musulmans français.

L'Union des démocrates musulmans français (UDMF) est un parti politique français fondé en 2012 par Nagib Azergui et Emir Megherbi et classé à gauche ou au centre gauche,. Lors des élections régionales de 2015, elle présente une liste en Île-de-France qui réunit quelque 13 000 voix et franchit la barre des 5 % dans 161 bureaux de vote d’ÎIe-de-France. Aux élections législatives de 2017, dans la première circonscription de Mayotte, son candidat réunit 5 % des voix,. Présentant une liste nationale aux élections européennes de 2019 sans avoir la capacité financière de fournir des bulletins de vote imprimés, l’UDMF obtient 0,13 % des voix, terminant en 19e position sur 34, avec un record de 17 % au Val Fourré,.
D’autres formations, moins importantes sur le plan électoral, existent. Le Parti des musulmans de France (PMF), créé en 1997 à l'initiative de l'imam Mohamed Ennacer Latreche, affiche des positions conservatrices au niveau de la morale et sociales sur le plan économique. La Nouvelle Union française (NUFR), fondée en 2010, se décrit comme un parti politique ayant pour vocation d’intervenir dans le débat public en s’appuyant sur la morale musulmane.

### Lois
Plusieurs lois en France restreignent le port de signes religieux ostentatoires dans les services publics et sur la voie publique, quels que ces signes religieux soient, sans égard à leur origine.
- Loi sur les signes religieux dans les écoles publiques françaises (2004), interdisant le port de signes religieux ostensibles dans l'enseignement primaire et secondaire.
- Loi interdisant la dissimulation du visage dans l'espace public (2010), ayant pour conséquence l'interdiction de vêtements ou objets visant à dissimuler le visage sur la voie publique.

## Question du vote musulman
De façon générale, les musulmans français votent massivement à gauche,,,.

### Élections présidentielles
Un sondage « sortie des urnes » réalisé par l’institut CSA lors du premier tour de l’élection présidentielle de 2002 donne l’estimation suivante de la répartition religieuse des votants : 62 % de catholiques (dont 26 % de non-pratiquants), 19,5 % de sans religion, 2 % de protestants, 2 % de musulmans, 0,5 % de juifs. Au premier tour de ce scrutin, le vote des musulmans se serait porté sur des candidats de gauche ou d’extrême gauche à hauteur de 66 % ; alors que ce pourcentage n’était que de 43 % pour l’ensemble des électeurs, une autre étude, réalisée par l’IFOP, donne un niveau de vote chez les musulmans encore plus élevé pour cette tendance politique (79 %) :
D’après une étude réalisée par le Centre de recherches politiques de Sciences Po, 5 % du corps électoral de 2007 est composé de musulmans (contre 2 % en 2002 et 0,7 % en 1997), ce qui en fait « désormais une minorité significative, la deuxième religion de France ». Le chercheur Claude Dargent indique que « fin 2006, les observateurs avaient d’ailleurs relevé un large mouvement d’inscription dans les banlieues populaires à forte population issue de l’immigration ».
Selon une étude du corps électoral menée sur 10 000 votants par OpinionWay et Fiducial pour Le Figaro au second tour de l’élection présidentielle de 2012, 93 % des électeurs musulmans pratiquants (qui sont deux millions selon cet institut) ont voté pour François Hollande au second tour. Au premier tour, 59 % d'entre eux avaient voté pour le candidat socialiste, 23 % pour Jean-Luc Mélenchon, 7 % pour François Bayrou, 4 % pour Nicolas Sarkozy et 2 % pour Marine Le Pen.
La participation des musulmans à l’élection présidentielle de 2017 s’élève à 73 %, contre 80 % pour l’ensemble des électeurs. Par rapport au reste de la population, ils accordent davantage d’importance aux sujets sociaux et moins aux sujets « sociétaux » comme la lutte contre le terrorisme ou l’immigration clandestine. En vue de cette élection, la direction de l’association Musulmans de France (ex-UOIF), réputée proche des Frères musulmans, incite les musulmans à ne pas s’abstenir afin de peser sur le débat politique, et appelle à lutter contre le « danger de l’extrême droite »,. Pour le second tour, elle souhaite que « tous les musulmans de France » votent pour Emmanuel Macron contre Marine Le Pen, laquelle avait précédemment affirmé qu'Emmanuel Macron entretiendrait des liens avec Musulmans de France, ce qu'il dément,. La grande mosquée de Paris appelle également les musulmans à voter « massivement » pour Emmanuel Macron.
| Courant politique | Courant politique      | 2002      | 2002      | 2002           | 2007      | 2007      | 2007           | 2012      | 2012        | 2012           | 2017      | 2017           | 2022      | 2022           |
| Courant politique | Courant politique      | Musulmans | Musulmans | Total national | Musulmans | Musulmans | Total national | Musulmans | Musulmans   | Total national | Musulmans | Total national | Musulmans | Total national |
| Courant politique | Courant politique      | IFOP      | CSA       | Total national | IFOP      | CSA       | Total national | IFOP      | Opinion Way | Total national | IFOP      | Total national | IFOP      | Total national |
| ----------------- | ---------------------- | --------- | --------- | -------------- | --------- | --------- | -------------- | --------- | ----------- | -------------- | --------- | -------------- | --------- | -------------- |
|                   | Extrême gauche - PCF   | 19        | 16        | 14             | 10        | 14        | 9              | 21        | ?           | 13             | 39        | 21             | 71        | 26             |
|                   | Gauche - centre gauche | 60        | 60        | 29             | 61        | 65        | 27             | 59        | ?           | 31             | 17        | 6              | 4         | 6              |
|                   | Centre (Bayrou/Macron) | –         | –         | –              | 15        | 19        | 19             | 6         | 7           | 9              | 24        | 24             | 14        | 28             |
|                   | Droite - centre droit  | 20        | 18        | 38             | 10        | 1         | 35             | 9         | ?           | 29             | 13        | 26             | 2         | 8              |
|                   | Extrême droite         | 1         | 6         | 19             | 1         | 1         | 10             | 4         | ?           | 18             | 5         | 21             | 9         | 32             |

### Autres scrutins
Selon le politologue Gilles Kepel, le Parti socialiste a largement perdu l'« électorat musulman » lors des élections municipales de 2014. Selon lui, La Manif pour tous a fourni une possibilité d'identification des musulmans avec les catholiques de droite, avec qui ils partagent certaines valeurs sociétales.

## Positionnement des partis politiques vis-à-vis de l'islam

### À gauche
Le Parti socialiste et le Parti communiste français tentent depuis les années 1970 de conquérir les votes des musulmans. Cependant, dans les années 2010, des divergences apparaissent publiquement entre des responsables socialistes : Manuel Valls se veut le tenant d’une laïcité stricte sur le modèle de la loi de 1905 et critique « l’islam politique », alors que Benoît Hamon se veut plus conciliant, considérant qu’il faut « des questions sociales avant de mettre des questions religieuses ». Comme ce dernier, Europe Écologie Les Verts place la lutte contre l’islamophobie au centre de son programme électoral.
Le principal dirigeant du Parti de gauche puis de La France insoumise, Jean-Luc Mélenchon, considérait initialement le port du voile islamique comme un moyen de « s'infliger un stigmate » et d’évoquer l’islamophobie,. Mais à la fin des années 2010, LFI se divise sur la question de l’islam, Danièle Obono et mouvement Ensemble ! de Clémentine Autain, notamment, se montrant partisans d’une ligne plus souple ; Jean-Luc Mélenchon lui-même change de discours et s’engage dans la lutte contre l’islamophobie,.

### À l'extrême gauche
L'extrême gauche, comme le reste de la gauche, apparaît divisée sur l'analyse du rôle de l'islam dans la politique française. La vision commune est qu’il s’agit essentiellement d’un prolétariat qui doit être défendu. Mais Lutte ouvrière (LO) s'oppose dans l'ensemble à toute prise en compte des croyances religieuses, refusant toute « lutte contre l’islamophobie », et estime que la vision de Karl Marx est de libérer les musulmans de la religion. À l’inverse, une partie du Nouveau Parti anticapitaliste (NPA) — à l’instar des antifas et des anarchistes libertaires — considère que la montée de l’islam traduit une révolte contre l'oppression raciste et défend un rapprochement avec cet électorat, y compris avec les plus conservateurs comme les Frères musulmans.

### À droite
Ministre de l’Intérieur entre 2002 et 2007 et président de l’UMP, Nicolas Sarkozy s’appuie sur l’Union des organisations islamiques de France (UOIF) — devenue par la suite Musulmans de France —, une association défendant un islam rigoriste et réputée proche des Frères musulmans, dans le but d’« organiser l'islam de France », notamment avec l’établissement du Conseil français du culte musulman. Libération note que le ministre partage avec l'UOIF « une vision conservatrice de l’ordre social et du rôle singulier des religions en la matière ». Il prend ensuite ses distances avec l’organisation, notamment comme président de la République.
Le Mouvement pour la France (MPF) dénonce l'islam politique. Son président, Philippe de Villiers, publie en 2006 Les Mosquées de Roissy, ouvrage dans lequel il dénonce des mosquées clandestines et le prosélytisme musulman au sein de l'aéroport de Paris-Charles-de-Gaulle, citant des notes de la direction centrale des Renseignements généraux. Par la suite, le ministère de l'Intérieur ordonne la fermeture de plusieurs salles de prière clandestines dans cet aéroport, ainsi que dans celui de Paris-Orly.

### À l’extrême droite
En décembre 2010, à Lyon, Marine Le Pen compare les prières de rue de musulmans à une occupation.